# O Ídolo Caído
The Fallen Idol (bra/prt: O Ídolo Caído) (em inglês:  ) é um filme britânico de 1948, do gênero drama, dirigido por Carol Reed e estrelado por Ralph Richardson e Michèle Morgan.

## Produção

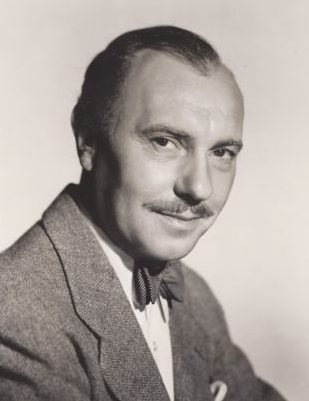
Ralph Richardson em foto de 1949. Sua atuação em The Fallen Idol é vista como a melhor, ou uma das melhores, de sua carreira.

O filme é baseado no conto The Basement Room, de Graham Greene, e trata de um tema caro ao escritor: a descoberta, pela criança, da moralidade do  mundo adulto. O diretor Carol Reed usa ângulos de câmera distorcidos e composições espaciais bizarras para sugerir a desordem mental do protagonista -- um menino, sob cujo ponto-de-vista O Ídolo Caído é contado.
Com a aquiescência do autor, Reed promoveu várias alterações no texto original, de forma a enfatizar a tortura do garoto pela sua imaginação. Segundo Greene, o assunto deixou de ser sobre um menino que trai seu melhor amigo e passou a ser sobre um menino que quase envia o amigo para a prisão, ao tentar defendê-lo mentindo para a polícia.
A Academia concedeu ao filme duas indicaçõe ao Oscar, uma para a direção de Reed e outra para o roteiro de Greene. Diversas outras premiações ocorreram mundo fora, inclusive no Festival de Veneza.
O Ídolo Caído foi a primeira das três colaborações entre Carol Reed e Graham Greene. As outras foram em The Third Man, de 1949, e Our Man in Havana, de 1959.

## Sinopse
Phillipe, filho de um diplomata, faz amizade com Baines, o mordomo da embaixada. Baines conta-lhe tremendas histórias, onde sobressai seu heroísmo, e torna-se o ídolo de Phillipe. Quando sua esposa é assassinada, o garoto logo suspeita dele, mesmo porque sabe que Baines sai com outra mulher. Daí, para protegê-lo, Phillipe tenta confundir a polícia com pistas inventadas, mas quanto mais fala mais ele enreda o amigo.

## Premiações
| Patrocinador                                  | Prêmio                                           | Categoria                                                                 | Situação                              |
| --------------------------------------------- | ------------------------------------------------ | ------------------------------------------------------------------------- | ------------------------------------- |
| Academia de Artes e Ciências Cinematográficas | Oscar                                            | Melhor Diretor Melhor Roteiro Adaptado                                    | Indicado                              |
| Golden Globes, USA                            | Golden Globe                                     | Melhor Filme Estrangeiro                                                  | Indicado                              |
| BAFTA                                         | BAFTA Film Award                                 | Melhor Filme de Qualquer Fonte Melhor Filme Britânico                     | Indicado Vencedor                     |
| Prêmio Bodil                                  | Bodil                                            | Melhor Filme Europeu                                                      | Vencedor                              |
| National Board of Review                      | NBR Award                                        | Melhor Ator (Ralph Richardson) Melhor Roteiro Dez Melhores Filmes de 1949 | Vencedor                              |
| New York Film Critics Circle                  | NYFCC Award                                      | Melhor Filme Melhor Diretor Melhor Ator (Ralph Richardson)                | Terceiro lugar Vencedor Segundo lugar |
| Festival de Veneza                            | Prêmio Internacional Grande Prêmio Internacional | Melhor Roteiro Melhor Diretor                                             | Vencedor Indicado                     |

## Elenco
| Ator/Atriz        | Personagem          |
| ----------------- | ------------------- |
| Ralph Richardson  | Baines              |
| Michèle Morgan    | Julie               |
| Sonia Dresdel     | Senhora Baines      |
| Bobby Henrey      | Phillipe            |
| Densis O'Dea      | Inspetor Crowe      |
| Jack Hawkins      | Detetive Ames       |
| Walter Fitzgerald | Doutor Fenton       |
| Dandy Nichols     | Senhora Patterson   |
| Joan Young        | Senhora Barrow      |
| Karel Stepanek    | Primeiro Secretário |
| Gerard Heinz      | Embaixador          |
| Bernard Lee       | Detetive Hart       |